# Dipsadoboa shrevei
Dipsadoboa shrevei là một loài rắn trong họ Rắn nước. Loài này được Loveridge mô tả khoa học đầu tiên năm 1932.